# José María Casariego
José María Casariego, oficial español con una destacada actuación en las guerras de independencia hispanoamericanas. Con el grado de coronel en retiro, falleció en la La Coruña el 19 de noviembre de 1850.

## Participación en la guerra hispanoamericana
Arribó a tierras americanas como capitán de cazadores del batallón Talavera, llegado al Perú con su unidad fue enviado a Chile como parte de la expedición reconquistadora de Mariano Osorio, tras la batalla de Rancagua fue ascendido a teniente coronel y en 1816 contrajo matrimonio con la dama chilena Francisca de los Dolores Arangua y Puente, hija de una familia de la alta aristocracia criolla. Sirvió junto a Miguel Marquelli en las avanzadas realistas situadas en la cordillera. A principios de 1817 sus fuerzas se enfrentaron a las primeras patrullas del ejército de San Martín que atravesaba ya los Andes. Luchó en la batalla de Chacabuco y tras la derrota retornó al Perú. Ascendió a coronel y le fue conferido el mando de la guarnición de Piura compuesta por 600 infantes y cuatro piezas de artillería más luego de producido el desembarco de la expedición libertadora de San Martín y siguiendo el ejemplo de otras ciudades del norte peruano, el 4 de enero de 1821 el pueblo de Piura se reunió en un cabildo abierto donde se acordó proclamar la independencia y adherirse a San Martín siendo Casariego forzado a firman una orden de sometimiento a sus tropas las que sin embargo se negaron a obedecer optando por dispersarse. Tomado prisionero por el pueblo fue posteriormente conducido a los calabozos de la Fortaleza del Callao, que había capitulado ante los patriotas. Estando prisionero en 1824 estalló el motín del Callao. Aprovechando Casariego la oportunidad, convenció a los mandos subalternos de la guarnición de plegarse al bando realista y enarbolar la bandera española. Vuelto al servicio activo Casariego permaneció en el Perú hasta diciembre de 1824 en que fue encargado de trasladar al gobierno español la documentación oficial remitida por el virrey La Serna, sin embargo, viajando vía Río de Janeiro, termina presentándose en el puerto de Algeciras el 4 de mayo de 1825 siendo el portador al consejo de ministros de la noticia de la batalla de Ayacucho que ese mismo mes se publica en la Gaceta de Madrid como la "desgraciada acción del 9 de diciembre" sin ofrecer mayores datos.